# Theresa Berlage

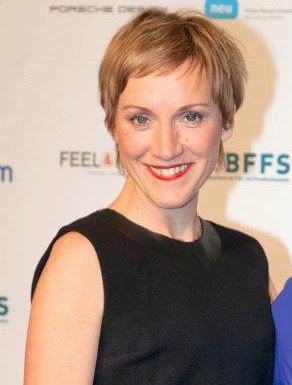
Theresa Berlage beim Deutschen Schauspielerpreis 2012

Theresa Berlage (* 1964 in Essen) ist eine deutsche Schauspielerin.

## Leben
Theresa Berlage besuchte 1985 bis 1989 die Westfälische Schauspielschule in Bochum. Nach dem Diplom schloss sich von 1991 bis 1995 ein erstes Festengagement am Deutschen Theater Göttingen an, wo sie u. a. in Der kleine Horrorladen, Nathan der Weise und Bunbury zu sehen war. Es folgten daran anschließend Gastverträge, die Berlage an das Hessische Staatstheater Wiesbaden, zu den Kreuzgangspielen Feuchtwangen, den Ruhrfestspielen in Recklinghausen oder auch wiederholt nach Hamburg führten, wo sie auf Kampnagel, am Deutschen Schauspielhaus und an den Kammerspielen agierte. Hier arbeitete sie mit den Regisseuren Franz Wittenbrink, Christiane Pohle und Nicolas Stemann. Von 2006 bis 2009 folgte ein weiteres Festengagement am Stadttheater Konstanz. Hier stand sie u. a. als Frau vom Meer, Lysistrata und Kriemhild aus den Nibelungen auf der Bühne. Seit 2009 freischaffend folgten erneut Gastspiele, z. B. an den Städtischen Bühnen Münster, dem Theater Erfurt, am Staatstheater Stuttgart und erneut auf Kampnagel.
Seit Beginn der 1990er Jahre arbeitet Theresa Berlage auch für Film und Fernsehen, erstmals stand sie 1992 in dem Film Deutschfieber von Niklaus Schilling in der Rolle einer Reporterin vor der Kamera. In dem Kinofilm Adam und Eva spielte sie neben Simon Schwarz und Marie Bäumer eine der Hauptrollen. Danach hatte sie überwiegend Gastauftritte in deutschen Serien wie Die Pfefferkörner, SOKO Köln, Der Landarzt, Danni Lowinski oder Der Dicke.
1995 war Therese Berlage mit einem Liederabend (Stimmlage Mezzosopran) unter dem Titel „Fly me to the Moon“ auf Tournee durch Deutschland.
Neben einer Rolle in dem Hörspiel Abzählen von Tamta Melaschwili (Regie: Elisabeth Putz), las Theresa Berlage die Hörbücher Ein Hungerkünstler und Ein Landarzt mit Erzählungen von Franz Kafka.
Theresa Berlage lebt in Hamburg.

## Filmografie (Auswahl)
- 1992: Deutschfieber
- 1998: Für alle Fälle Stefanie – Letzte Chance
- 2001: Zwei Männer am Herd – Kalt abserviert
- 2002: Tatort: Undercover
- 2003: Die Pfefferkörner – Tödlicher Müll
- 2003: Die Ritterinnen – Kinofilm
- 2003: Die Rettungsflieger – Lauter Katastrophen
- 2003: Adam & Eva – Kinofilm
- 2005–2021: SOKO Köln – Blutiger Buddha, Mord am Hochsitz, Geschlagene Frauen
- 2005: Ein Kinderspiel (Kurzfilm)
- 2006: Der Landarzt – Zwischen Baum und Borke
- 2006: SOKO Wismar – Halbe Volte
- 2006: Tatort: Sternenkinder
- 2009, 2023: SOKO Leipzig – Masernparty, Mordsmäßig
- 2009: Frida & die Zeit vor mir (Kurzfilm)
- 2009: Tatort: Herz aus Eis
- 2010: Life is easy (Kurzfilm)
- 2010: Es war einer von uns
- 2010: Der Schwarzwaldhof – Alte Wunden
- 2011: Der Dicke – Gefährliche Rache
- 2011: Tatort: Der Weg ins Paradies
- 2012: Stubbe – Von Fall zu Fall – In dieser Nacht
- 2012: Küstenwache – In mörderischer Absicht
- 2012: Danni Lowinski – Ungeheuerlich
- 2012: Der letzte Bulle – Tod eines Schlachters
- 2013: Heiter bis tödlich: Morden im Norden – Das letzte Lachen
- 2014: Die Familiendetektivin – Liebeslied
- 2014: Liebe am Fjord – Die Frau am Strand
- 2014: Die Geschlechtskriegerinnen
- 2015: Vier kriegen ein Kind
- 2015: Nachtschicht – Wir sind alle keine Engel
- 2015: Stralsund: Kreuzfeuer
- 2016: Notruf Hafenkante (Fernsehserie, Folge Bis zum Umfallen)
- 2016: In aller Freundschaft – Die jungen Ärzte – Lernen und Loslassen
- 2017: Bruder – ZDFneo
- 2017: Über die Grenze – Krimireihe, ARD
- 2018: SOKO Stuttgart – Marathongirl
- 2019: Weil du mir gehörst
- 2019: Bonusfamilie (Fernsehserie)
- 2019: Tatort: Das verschwundene Kind
- 2021: Du sollst nicht lügen (Miniserie)
- 2021: Gieselmann (Kurzfilm)
- 2022: Zeitpunkt X
- 2022: Trügerische Sicherheit
- 2022: Wir sind dann wohl die Angehörigen
- 2023: Unter anderen Umständen: Dämonen
- 2024: Tatort: Ad Acta

## Theater (Auswahl)
Deutsches Theater Göttingen (1991–1995)
- Der kleine Horrorladen, Audrey
- Nathan der Weise, Sittah
- Bunbury, Cecilly
- Roberto Zucco, Schwester
- Tolles Geld, Lydia
- Der Streit, Eglé
- Fly me to the Moon (Liederabend)

Staatstheater Wiesbaden (1995–1996)
- Fly me to the Moon (Liederabend)
- Grease, Sandy R: Reinhard Friese

Theater Oberhausen' (1996)
- Drei Schwestern, Irina, Natascha R: Claire Lüdtke
- Die Präsidentinnen, Mariedl R: Claire Lüdtke

Theater an der Glocksee Hannover (1996)
- Der Berg ruft R: Ulrich Greb

Kampnagel Hamburg, Prater Berlin (1997)
- Leonce und Lena, Lena, Rosetta R: Nicolas Stemann
- Die Wildente, Hedwig R: Barbara Neureiter
- TerrorSpiel, Nina R: Nicolas Stemann

Hamburger Kammerspiele (1998)
- Macbeth R: Wolfgang Krasnitzer

Theater im Zimmer Hamburg (1998)
- Oskarnacht R. Ulrike Maack

Kampnagel Hamburg (1999)
- Shoppen und Ficken R: Thorsten Bayer
- Verschwörung R: Nicolas Stemann

Kreuzgangspiele Feuchtwangen (1999)
- Das Käthchen von Heilbronn, Titelrolle R: Lis Verhoeven

Staatstheater Dresden/TiF (2000)
- Super Echt R: Matthias von Hartz

Theater Hebbel am Ufer (2000)
- Ach` nach Penthesilea R: Ingo Kerkhof

Deutsches Schauspielhaus Hamburg (2001)
- Iphigenie R: Christian Pade
- Der Junge im Bus R: Jochen Strauch
- Manni Berlage Sextett R: Bernd Gravert, Anja Herden

Thalia Theater Hamburg (2001)
- Stan und Olly, Stan R: Martin Rentzsch

Sophiensaele Berlin / Theater Freiburg (2002)
- Der Plan von der Abschaffung des Dunkels R: Christiane Pohle

Deutsches Schauspielhaus Hamburg (2002)
- Sitzen in Hamburg Irina R: Christiane Pohle
- Maria Stuart R: Ute Rauwald

Hebbeltheater Berlin und Kampnagel Hamburg (2003)
- Gertrud R: Judith Willske

Hamburger Kammerspiele und Ruhrfestspiele Recklinghausen (2003)
- Les Adieux R: Franz Wittenbrink

Theater Freiburg (2004)
- Penthesilea: Prothoe, Meroe R: Claudia Bauer

Sophiensaele Berlin (2005)
- Betrachte meine Seel` R: Christiane Pohle

Theater Konstanz (2005)
- Die Nibelungen, Kriemhild R: Christoph Diem

Staatstheater Stuttgart (2006)
- Sanft und grausam R: Christoph Diem

Theater Konstanz (2006–2009)
- NordOst R: Leyla Rabih
- Der Planet  R: Alexander Marusch
- Shiwago Projekt R: Mario Portmann
- Drei Schwestern Olga, R: Andrej Woron
- Die Frau vom Meer, Titelrolle R: Grażyna Kania
- Was ihr wollt, Olivia R: Horst Hawemann
- Lysistrata, Titelrolle  R: Wulf Twiehaus
- Der Kaukasische Kreidekreis R: Martin Nimz
- Electronic City R: Philip Stemann

Winterhuder Fährhaus Hamburg (2009)
- Die Ratte R: Harald Weiler

Staatstheater Erfurt (2010–2011)
- Der Gott des Gemetzels, Véronique R: Anja Panse

 Theater an der Effingerstrasse Bern (2012)
- Mitternachts-Sex-Komödie, Ariel R: Peter Bamler
- Tschechow-Projekt R: Tobias Herzberg

Kampnagel, Opera Stabile (2013)
- Titus Andronicus, Tamora R: Tobias Herzberg

Grenzland Theater Aachen (2013)
- Wahlverwandtschaften R: Jens Pesel

Theater Konstanz (2014)
- Bunbury, Lady Bracknell R: Ulrich Wiggers

Grenzland Theater Aachen (2014)
- Vor Sonnenuntergang R: Martin Nimz

Landgraf-Tournee (2015–16)
- Höchste Zeit  R: Katja Wolff

Kampnagel (2015–2016)
- Himmelsmüll, Sci-Fi-Oper R: Hans-Jörg Kapp

Forum Theater Stuttgart und Privattheatertage Hamburg 2017
- Hamlet; Horatio und Laertes R: Dieter Nelle[5]

Kampnagel 2018
- Die Glasmenagerie R: Elsa-Sophie Jach

Altes Schauspielhaus Stuttgart (2018)
- Höchste Zeit

Theater das Zimmer (2019)
- Komplize R: Jona Manow[6]

Kammerspiele Wiesbaden (2020)
- Rilke on the rocks – Jugendstil-Revue

## Auszeichnungen
- 1999: Nominierung als beste Nachwuchskünstlerin des Jahres durch die Zeitschrift Theater heute.[7]